# Brzeg (stacja kolejowa)
Brzeg – dworzec i stacja kolejowa w Brzegu, w województwie opolskim, w Polsce. Stacja należy do III Paneuropejskiego Korytarza Transportowego, łączącego Drezno – Wrocław – Kraków – Kijów.

## Ruch pasażerski
| Rok  | Wymiana roczna | Wymiana pasażerska na dobę | miejsce w Polsce |
| ---- | -------------- | -------------------------- | ---------------- |
| 2017 | 1 310 000      | 3 600                      |                  |
| 2018 | 1 460 000      | 4 000                      |                  |
| 2019 | 1 500 000      | 4 100                      | 68               |
| 2020 | 842 000        | 2 300                      | 70               |
| 2021 | 1 020 000      | 2 800                      | 72               |
| 2022 |                | 3 800                      | 92               |
| 2023 |                | 4 300                      | 84               |
| 2024 |                | 4 400                      | 90               |

## Modernizacje
W latach 2009–2010 przebudowano stację Brzeg, wraz z przyległymi odcinkami. Przebudowa stacji objęła prace na długości ponad 4 km. Wartość inwestycji wyniosła 154 mln zł. Zmodernizowaną stację uroczyście otwarto 12 stycznia 2010 roku.
W latach 2010–2012 przeprowadzono kosztem 4,2 mln zł gruntowny remont dworca. Uroczyste otwarcie przebudowanego dworca odbyło się 9 lutego 2012.
Stację obsługują pociągi uruchamiane przez PKP Intercity kategorii: InterCity, Express InterCity Premium (do 14.12.2024 r.) oraz Twoje Linie Kolejowe i przez Polregio kategorii: Regio i przyspieszone Regio („Malinka” do Wisły).

## Historia
Stacja w Brzegu, położona w połowie drogi między Wrocławiem a Opolem, jest jedną z najstarszych stacji w Polsce i leży na najstarszej linii uruchomionej na obecnych ziemiach polskich. Kolej dotarła do Brzegu w sierpniu 1842 roku. Dworzec w Brzegu, który powstał w latach 1869-1870 jest wpisany do rejestru zabytków.

## Galeria

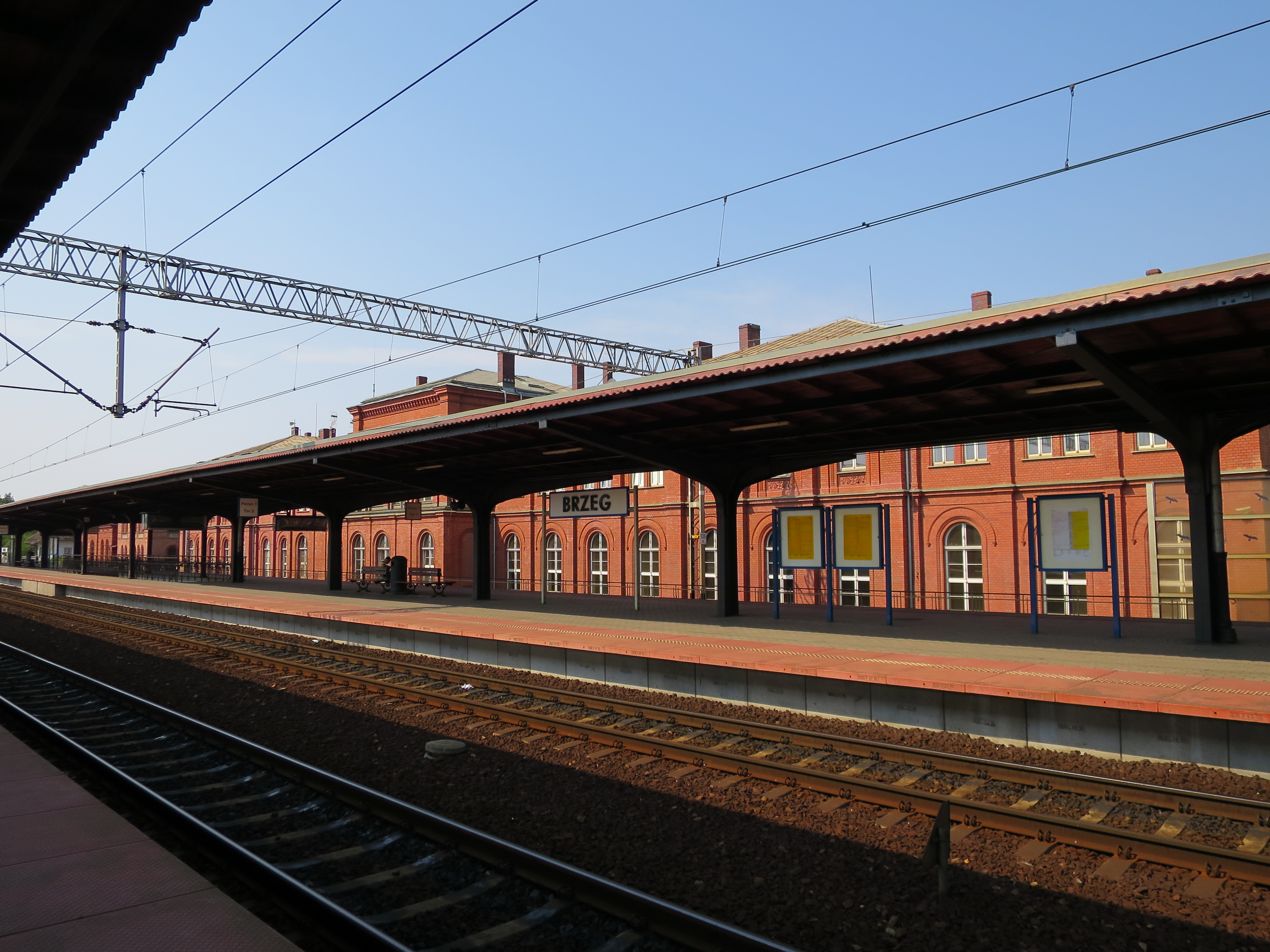
Dworzec od strony peronów
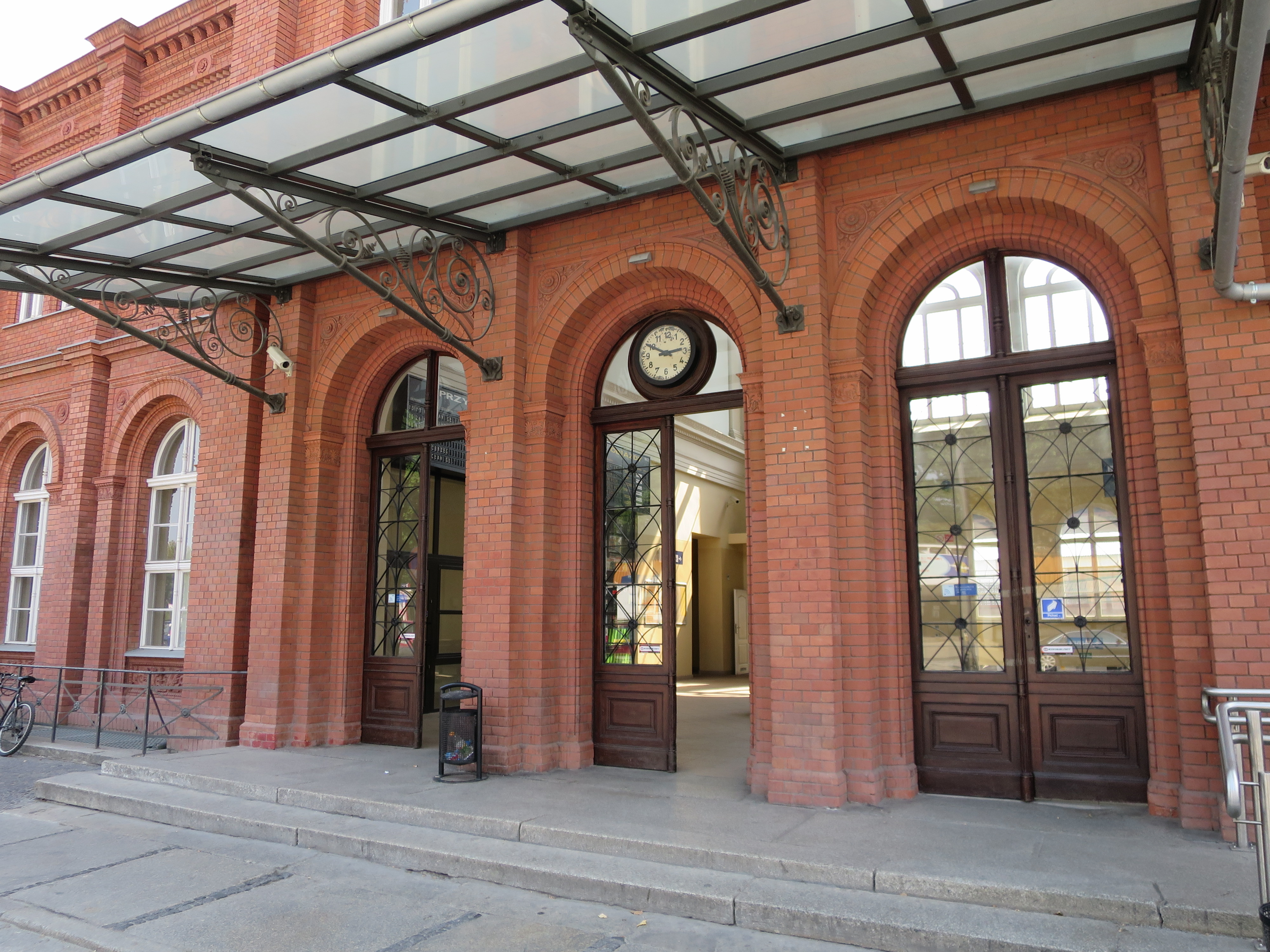
Wejście na dworzec
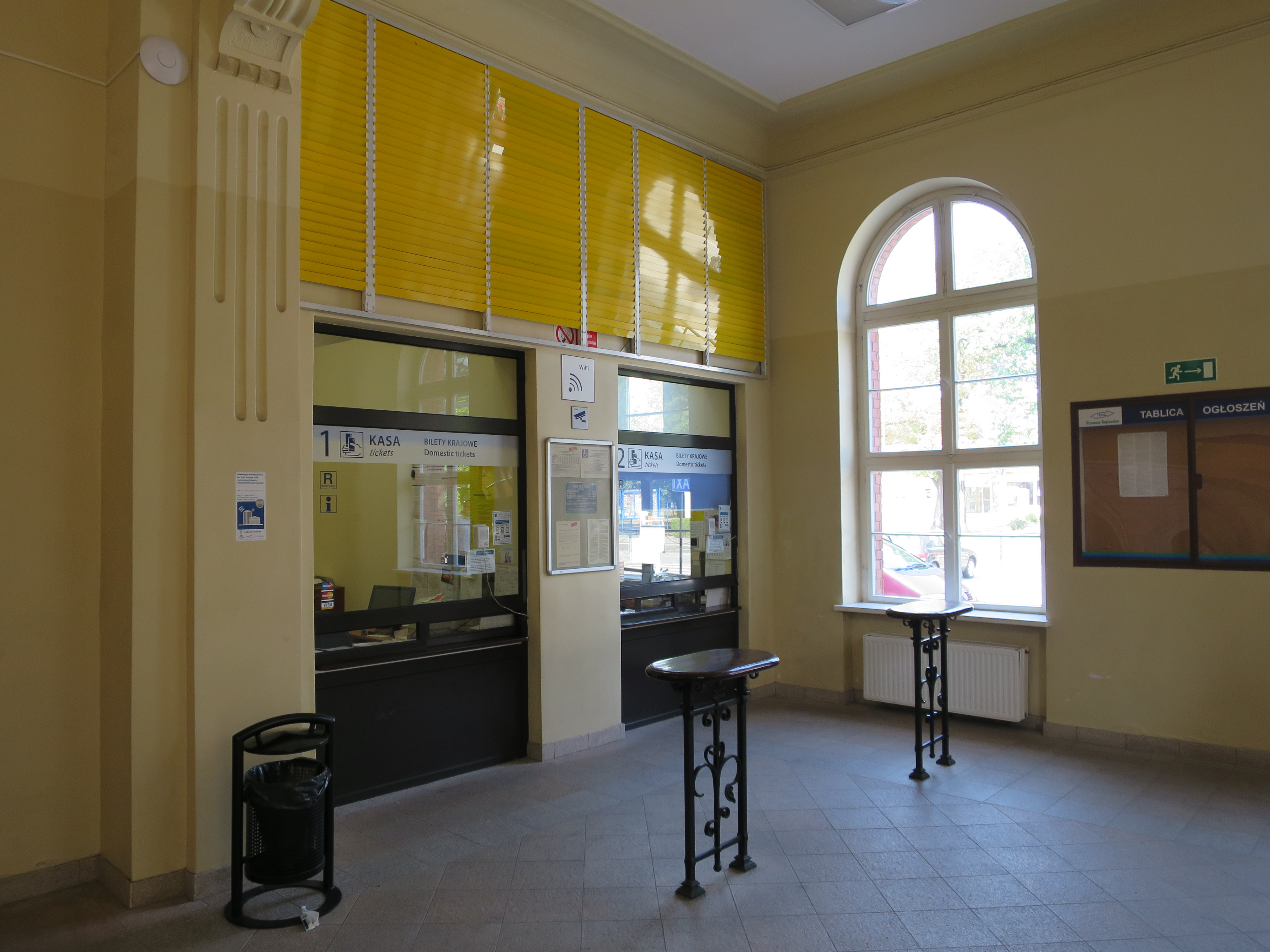
Kasy
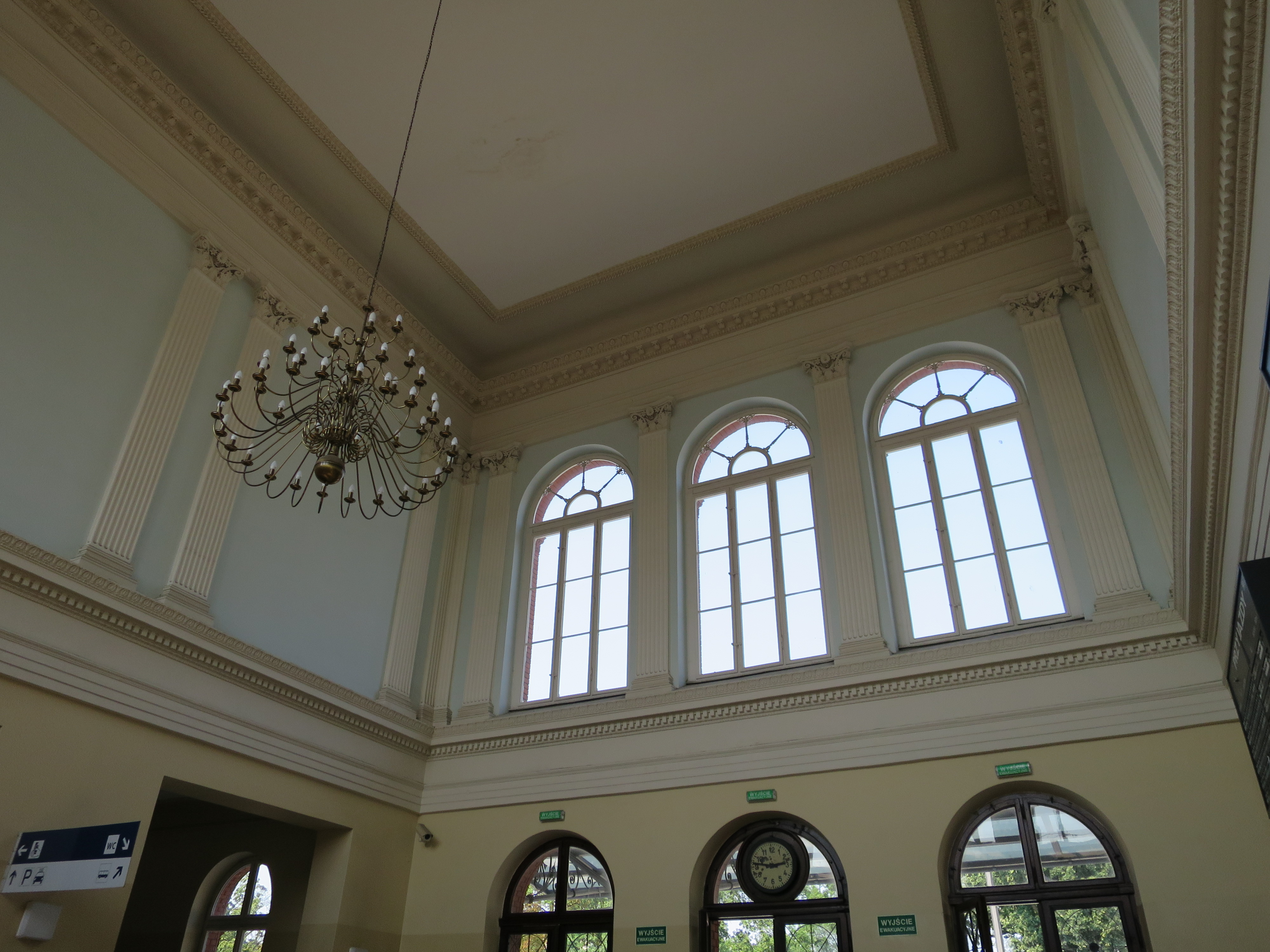
Detale hali głównej
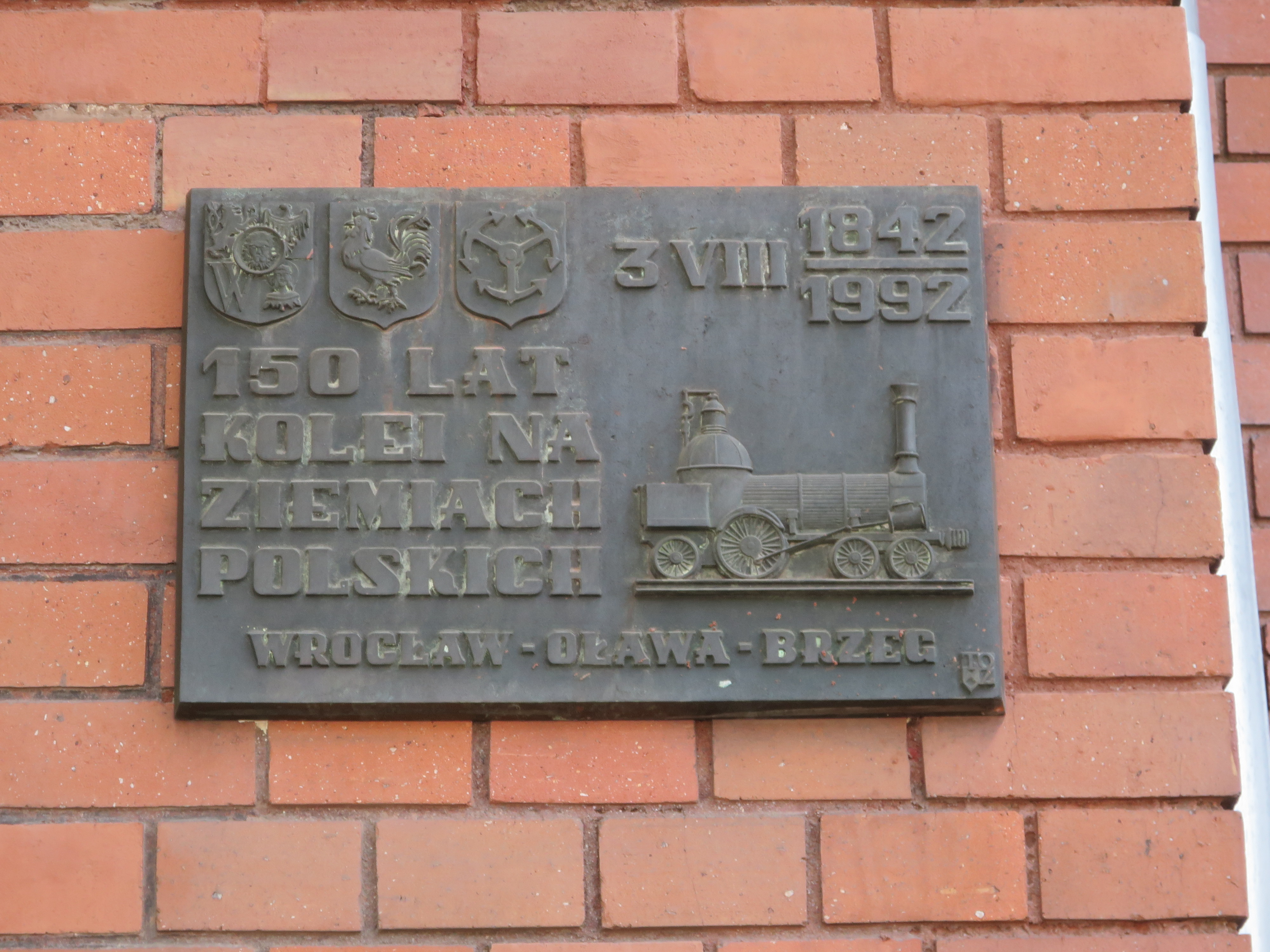
Tablica "150 lat Kolei"
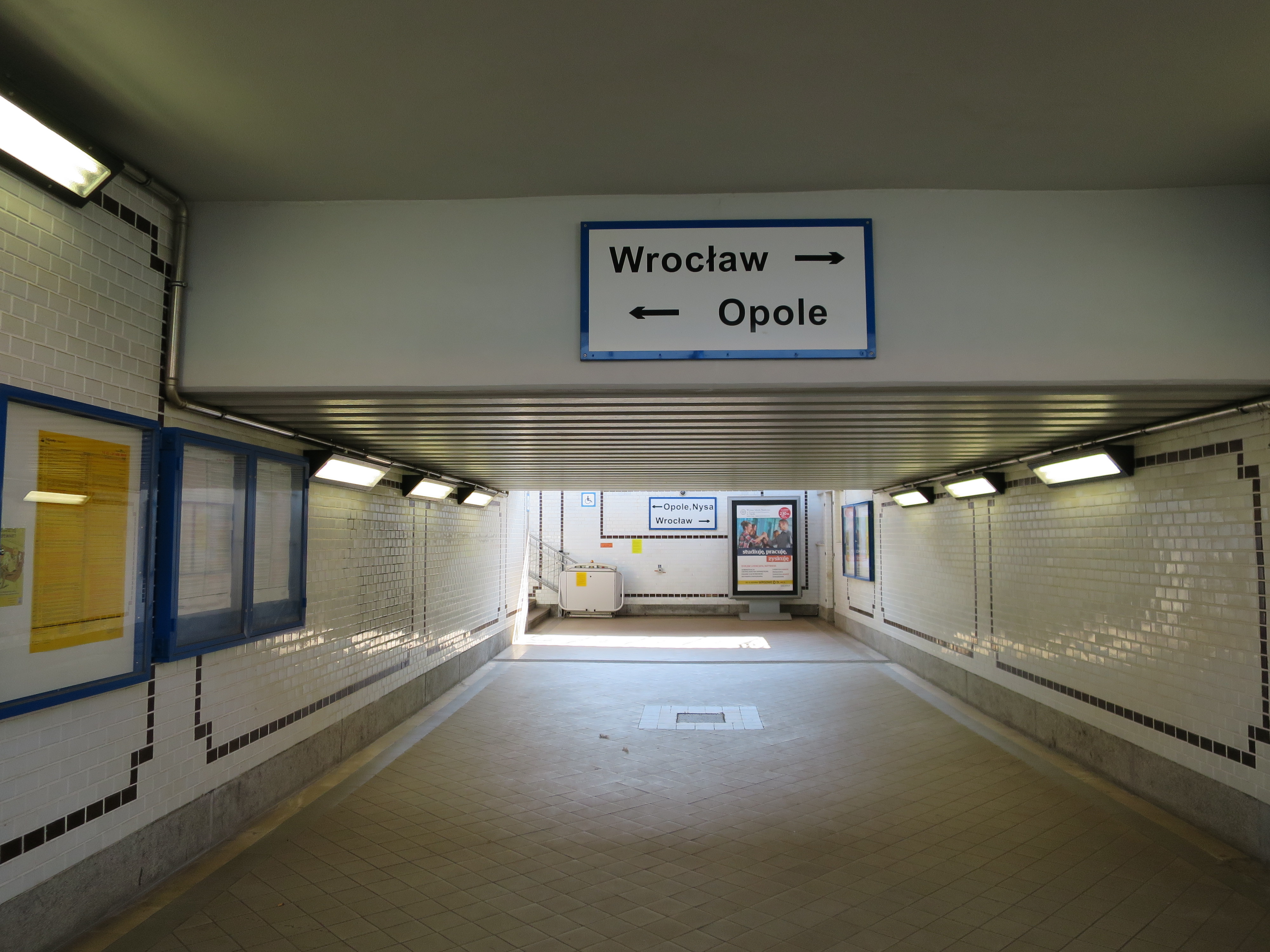
Tunel dworcowy